# سیارک ۱۵۵۵۳
سیارک ۱۵۵۵۳ (به انگلیسی: 15553 Carachang، نامگذاری:2000FG45) پانزده هزار و پانصد و پنجاه و سومین سیارک کشف شده‌است که در ۲۹ مارس ۲۰۰۰ کشف شد.
قدر مطلق سیارک برابر ۱۷.۸ است.